# Francisco Fernández Palero
Francisco Fernández Palero, fou un organista espanyol de la segona meitat del segle xvi, conegut més comunament pel cognom Palero. Natural de Castella, probablement d'Alcalá, assolí, encara jove, gran fama d'organista, del que n'és testimoni el fet d'inserir Luis Venegas de Henestrosa, 12 composicions de Palero en el Libro de cifra nueva paratecla, harpa y vihuela, imprès a Alcalá el 1557.
Això indueix a creure que a Alcalà es revelà el seu talent, i que allà primer degué practicar el seu art amb aplaudiments i renom que el llibre citat prova. Pocs anys després aconseguí la plaça d'organista de la Capella Reial de Granada. L'autoritat que aconseguí en el desenvolupament de l'orgue, fou la causa que el Capítol de Màlaga el nomenés jutge de les laborioses oposicions del 20 de desembre de 1568 al 20 de maig de 1569, per a la provisió de la plaça d'organista d'aquella catedral, oposicions prorrogades diverses vegades, i últimament, el 2 d'abril, atesa la necessitat de Palero d'anar a Castella a comunicar amb els seus pares. Palero continuà ma Granada, on a més de la catedral tocava a Sant Jeroni.
En els processos que seguiren a l'amic de Lope de Vega, el tant excel·lent compositor com fluixet sacerdot, Ambrosio Cotes, mestre de capella el 1591, Palero figura com a testimoni en contra, i és un als que aquell més fustiga per les consideracions i permisos que sens dubte li atorgava el Capítol. Res més se sap d'aquest músic. Com a organista, Palero és successor dels més excel·lents organistes de la seva època, Cabezón, Isasi, Peraza, Soto, etc. No es coneixen més obres de Palero que les publicades per Venegas de Henestrosa, i són: Un verso' de Morales, del quinto tono glosado, dos de séptimo tono i un de octavvo tono, un Ave Maris stella', Veni redemptorquacumus, primer Kyrie de Jusquin glosat; Mira, Nero de Tarpeyya, Paseábase el rey moro, Aspice, motet de jaquet, glosat; Omoramus, de Mouton, glosat, i Mors maa prive.